# 筱水招
筱水招（1933年—1994年），原名许静芝,生于中国浙江省宁波市，越剧女演员，擅长小旦，一级演员。师承竺水招、袁雪芬。1951年，与竺水招、商芳臣组建上海云华越剧团。1955年，随团落户南京。代表作品有《柳毅传书》(饰龙女三娘)、《白蛇传》(饰白素贞)、《南冠草》(饰钱秦篆)、《桃花扇》(饰李香君)、《盘夫》(饰严兰贞)、《天雨花》(饰荀含春)等。